# Sara-Teodora
Sara, Teodora ou Sara-Teodora foi a segunda esposa do czar João Alexandre (r. 1331–1371).

## História
As fontes concordam que ela era de ascendência judia e vivia com a família no bairro judaico de Tarnovo. João Alexandre se divorciou de sua esposa de longa data, Teodora da Valáquia, que foi forçada a tornar-se freira, e Sara converteu-se ao cristianismo ortodoxo, aceitando o nome de Teodora. Logo em seguida, em algum momento da década de 1340, eles se casaram e ela tornou-se a imperatriz-consorte. 
A nova czarina era conhecida pela defesa feroz de sua nova religião e foi uma das principais defensoras da realização de um concílio contra os judeus. Ela reformou diversas igrejas e mandou construir muitos mosteiros e é por isso que ela é tida em alta estima pela Igreja Ortodoxa Búlgara.
Não há dúvidas sobre o papel que Teodora teve na fragmentação do Segundo Império Búlgaro, que se dividiu entre seu primogênito, João Sismanes, e João Esracimir, o único filho ainda vivo de Teodora da Valáquia e primogênito de João Alexandre. Como João Sismanes foi era o filho mais velho nascido depois de sua ascensão ao trono (porfirogênito - "nascido no púrpura"), Teodora insistiu que ele seria o único digno de receber a coroa. João Sismanes foi então coroado coimperador pelo pai, que entregou a Esracimir a posição de déspota de Vidim em troca. Depois que João Alexandre morreu, em 1371, João Sismanes tornou-se o novo czar e João Esracimir declarou Vidim um novo império. Daí em diante, a relação entre os dois "impérios búlgaros" se tornou difícil e permaneceu assim mesmo frente à ameaça da invasão otomana.
A data da morte da czarina é desconhecida, embora alguns historiadores assumam que ela tenha morrido no final da década de 1380.

## Família
Sara-Teodora e João Alexandre tiveram cinco filhos: Kera Tamara, Ceratza (Kera Maria), João Sismanes, João Asen V, Desislava e Vasilisa.